# Sueglio

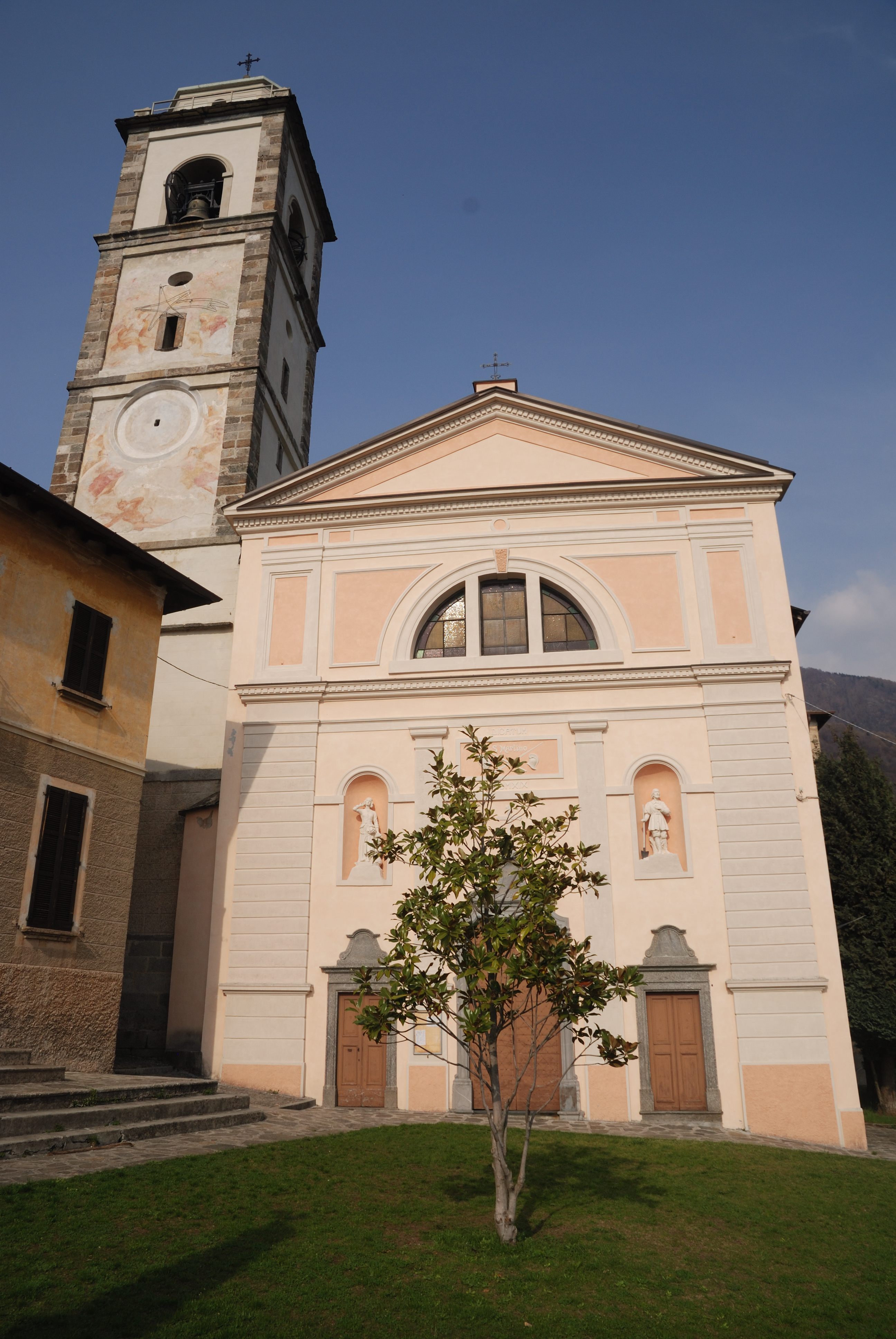
Pfarrkirche San Martino

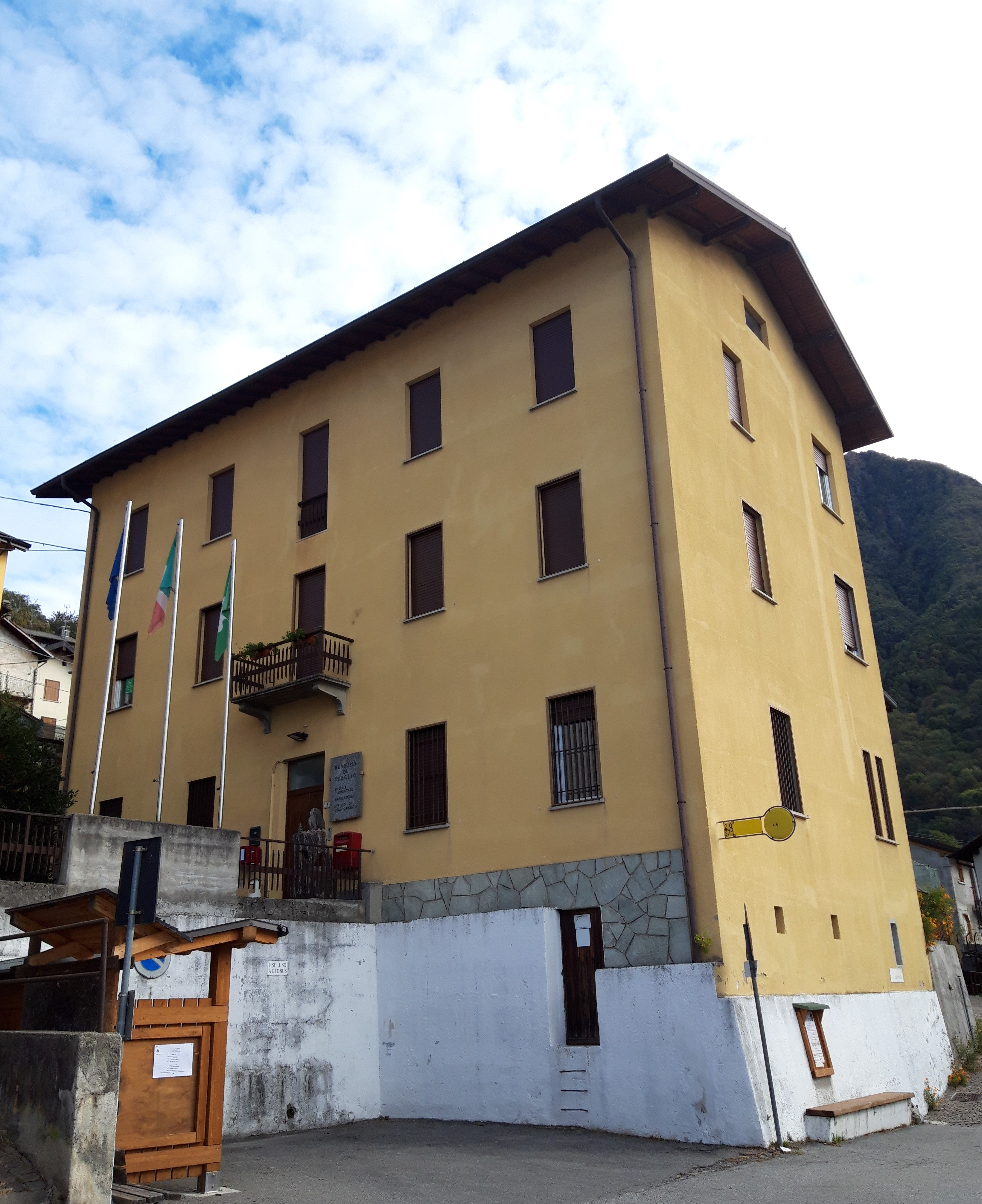
Gemeindehaus

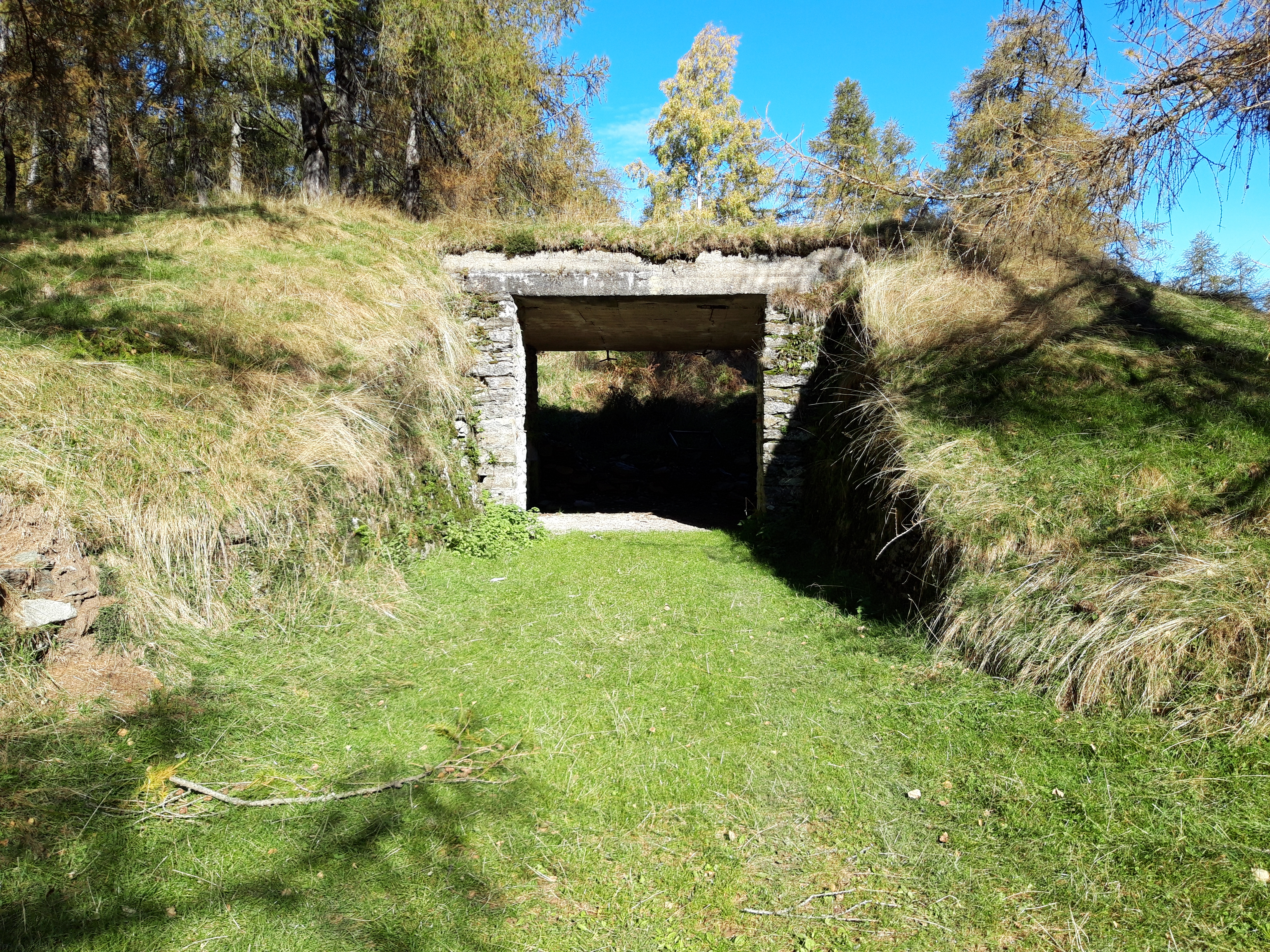
Kanonenstellung von Artesso

Sueglio ist eine italienische Gemeinde in der Provinz Lecco in der Region Lombardei mit 144 Einwohnern (Stand 31. Dezember 2023).

## Geographie
Sueglio liegt circa 25 km nördlich der Provinzhauptstadt Lecco und 70 km nördlich der Millionen-Metropole Mailand. Im Jahr 1971 hatte die Gemeinde Sueglio eine Fläche von 422 Hektar.
Die Nachbargemeinden sind Dervio, Dorio und Valvarrone.

## Geschichte
Im Laufe des Jahres 1415 wurden die Prokuratoren der einzelnen Ländereien des Valsassina, darunter auch Sueglio, nach Mailand berufen, um dem Herzog Filippo Maria Visconti die Treue zu schwören. Aus den Antworten auf die 45 Anfragen der königlichen Volkszählungsbehörde geht hervor, dass die Gemeinde Sueglio, die zur Pieve Dervio und zur Riviera von Lecco sowie zu einem Teil des Monte di Introzzo gehörte, im Jahr 1751 mit Ercole Sfondrati, dem Grafen der Riviera (mit dem Titel Herr auf dem Monte di Introzzo), belehnt wurde, an den sie jährlich ein Viertel eines Viertels von 121 Lire zahlte. 44,6, und ein Fünftel der Gemeinde Introzzo, 36,10 Lire pro Jahr, wie es in dem am 3. April 1644 von Giorgio Serponti, Notar in Mailand, verfassten Instrument heißt, für Geschenke von vergiftetem Brot, Forment, altem Weinfass oder beidem, Gasthaus und Beccaria. In Strafsachen unterstand die Gemeinde dem Lehnspodest von Bellano, dem sie ein Gehalt von 19,4 Lire pro Jahr für den vierten und fünften Teil (des Monte di Introzzo) zahlte, und in Zivilsachen dem Lehnsmann von Bellano, der in Vestreno wohnte, wo er an zwei Tagen in der Woche (Mittwoch und Samstag) Audienzen abhielt und wo der Konsul vereidigt wurde.
Nach dem vorübergehenden Anschluss der lombardischen Provinzen an das Königreich Sardinien wurde die Gemeinde Sueglio mit 540 Einwohnern, die von einem fünfzehnköpfigen Gemeinderat und einem zweiköpfigen Stadtrat verwaltet wird, gemäß der durch das Gesetz vom 23. Oktober 1859 festgelegten territorialen Aufteilung in den X. Bezirk von Bellano, Bezirk I von Como, Provinz Como, aufgenommen. Bei der Gründung des Königreichs Italien im Jahr 1861 hatte die Gemeinde 556 Einwohner (Volkszählung 1861). Nach dem Gemeindegesetz von 1865 wurde die Gemeinde von einem Bürgermeister, einer Junta und einem Rat verwaltet. Im Jahr 1924 wurde die Gemeinde in den Bezirk Como der Provinz Como eingegliedert. Nach der Gemeindereform im Jahr 1926 wurde die Gemeinde von einem Podestà verwaltet. Nach der Gemeindereform von 1946 wurde die Gemeinde Sueglio von einem Bürgermeister, einer Junta und einem Gemeinderat verwaltet.

## Bevölkerungsentwicklung
| Bevölkerungsentwicklung | Bevölkerungsentwicklung | Bevölkerungsentwicklung | Bevölkerungsentwicklung | Bevölkerungsentwicklung | Bevölkerungsentwicklung | Bevölkerungsentwicklung | Bevölkerungsentwicklung | Bevölkerungsentwicklung | Bevölkerungsentwicklung | Bevölkerungsentwicklung | Bevölkerungsentwicklung | Bevölkerungsentwicklung | Bevölkerungsentwicklung |
| ----------------------- | ----------------------- | ----------------------- | ----------------------- | ----------------------- | ----------------------- | ----------------------- | ----------------------- | ----------------------- | ----------------------- | ----------------------- | ----------------------- | ----------------------- | ----------------------- |
| Jahr                    | 1861                    | 1871                    | 1881                    | 1911                    | 1931                    | 1951                    | 1961                    | 1971                    | 1981                    | 1991                    | 2001                    | 2011                    | 2022                    |
| Einwohner               | 566                     | 567                     | 660                     | 466                     | 441                     | 358                     | 331                     | 257                     | 232                     | 184                     | 172                     | 147                     | 138                     |
| Quelle: ISTAT           |                         |                         |                         |                         |                         |                         |                         |                         |                         |                         |                         |                         |                         |

## Sehenswürdigkeiten
- Pfarrkirche San Martino. Die Kirche stammt aus dem 14. Jahrhundert und wurde in den folgenden Jahrhunderten mehrfach umgebaut, zuletzt im Jahr 1860. Spuren der ursprünglichen Struktur finden sich in der Kapelle, in der sich die Taufkapelle befindet. Die 1583 geweihte Kirche beherbergt im Inneren eine Reihe von Gemälden, die durch Schenkungen von Auswanderern aus Sueglien (vor allem nach Venetien und Piemont) finanziert wurden; unter den Werken befinden sich eine Madonna del Carmine (1659) und eine Madonna del Rosario (1627). Der hölzerne Altaraufsatz stammt aus dem Jahr 1660, während die Kanzel aus dem Jahr 1687 stammt; beide Werke wurden von Fantoni geschnitzt. Der Glockenturm wurde in den Jahren zwischen 1697 und 1705 erbaut und zwei Jahre später mit einer astronomischen Uhr ausgestattet.[2]
- Kirche San Bernardino, die ursprünglich Unserer Lieben Frau vom Schnee geweihte Kirche von San Bernardino stammt aus dem 16. Jahrhundert, wurde aber im Laufe der Zeit mehrmals umgebaut. Bei der Restaurierung 1967 wurde eine Münze aus dem 11. Jahrhundert gefunden. Im Inneren befindet sich neben einem Holzaltar aus dem Ende des 16. Jahrhunderts auch eine seltene Statue des Heiligen Sfirio.[3]
- Einige Wohnhäuser sind im Barockstil gebaut.